# Macropharyngodon cyanoguttatus
Macropharyngodon cyanoguttatus är en fiskart som beskrevs av Randall, 1978. Macropharyngodon cyanoguttatus ingår i släktet Macropharyngodon och familjen läppfiskar. IUCN kategoriserar arten globalt som livskraftig. Inga underarter finns listade i Catalogue of Life.